# GATT
General Agreement on Tariffs and Trade (GATT) var en juridisk aftale mellem mange lande, hvis overordnede formål var at fremme den internationale handel ved at reducere eller fjerne handelshindringer som told og handelskvoter. Ifølge sin præambel var dens formål en "betydelig reduktion af told og andre handelshindringer og afskaffelse af forskelsbehandling på et gensidigt og gensidigt fordelagtigt grundlag."
Aftalen blev første gang drøftet under de Forenede Nationers Konference om Handel og Beskæftigelse og var resultatet af et fejlslagent forsøg på at skabe International Trade Organization (ITO). GATT-aftalen blev underskrevet af 23 stater i Geneve den 30. oktober 1947 og trådte i kraft den 1. januar 1948. Den forblev i kraft, indtil 123 stater underskrev de såkaldte Uruguay-runde-aftaler i Marrakech 14. april 1994. Som del af denne aftale blev GATT afløst af efterfølgeren World Trade Organisation (WTO) den 1. januar 1995. Den oprindelige GATT-tekst (GATT 1947) er dog stadig i kraft i henhold til WTO-regi, med forbehold for ændringerne i GATT i 1994.
GATT og dens efterfølger WTO har haft succes med reduktionen af toldsatser. Det gennemsnitlige niveau for toldsatser i de store GATT-lande var omkring 22 % i 1947, men kun 5 % efter Uruguay-runden i 1999. Eksperter tilskriver en del af disse told-ændringer indsatsen i regi af GATT og senere WTO.
I alt har der været ni GATT-runder.